# Kirchnerala treintamil
Kirchnerala treintamil (лат.) — вид ископаемых стрекозообразных насекомых из отложений каменноугольного периода Аргентины (Guandacol Formation, серпуховский ярус, возраст около 325—324 млн лет), единственный в составе монотипических рода Kirchnerala и семейства Kirchneralidae. Выделен в отдельный отряд Kukaloptera в надотряде Odonatoptera.

## Описание
Стрекозообразные насекомые средних размеров, длина сохранившейся части переднего крыла (отпечатка) около 3 см.

## Систематика и этимология
Вид был впервые описан в 2016 году аргентинскими палеонтологами Julián F. Petrulevičius и Pedro R. Gutiérrez (Аргентина) по отпечаткам крыльев (голотип), обнаруженным на северо-западе Аргентины в провинции Ла-Риоха (Quebrada de las Libélulas, Cerro Guandacol, ≈60° ю. ш.). Возраст находки определён как средний карбон (серпуховский ярус, около 325—324 млн лет назад). Род был назван в честь политика Нестора Киршнера (Néstor Kirchner, 1950—2010), президента Аргентины в 2003—2007 годах за его личное содействие в работе. Отряд Kukaloptera получил своё имя в честь крупного палеоэнтомолога Ярмилы Кукаловой-Пек (Dr Jarmila Kukalová-Peck, Карлтонский университет, Оттава, Канада), автора теории происхождения крыльев насекомых.